# Sacaba
Sacaba (genauer: Villa de San Pedro de Sacaba) ist eine Großstadt im Departamento Cochabamba im südamerikanischen Anden-Staat Bolivien. Die Stadt ist nach Cochabamba die zweitgrößte Stadt der Region Cochabamba und eine der am schnellsten wachsenden Städte Boliviens. Gründungsdatum der Stadt ist der 29. Juni 1761.

## Lage im Nahraum
Sacaba ist Sitz der Verwaltung der Provinz Chapare und der zentrale Ort im Municipio Sacaba. Die Stadt liegt auf einer Höhe von 2719 m am Südrand der Kordillere von Cochabamba im östlichen Teil der Ebene von Cochabamba.

## Geographie
Sacaba liegt am Westrand der Anden-Gebirgskette der Cordillera Oriental in einer Talregion auf halbem Wege zwischen Altiplano und Chapare-Tiefland, die auch als Region ewigen Frühlings bezeichnet wird.
Das Klima ist warmgemäßigt und weist eine mittlere Durchschnittstemperatur von knapp 18 °C auf (siehe Klimadiagramm Cochabamba), die Monatswerte schwanken dabei nur unwesentlich zwischen 14 °C im Juni/Juli und knapp 20 °C von Oktober bis Dezember. Der Jahresniederschlag beträgt nur etwa 450 mm, bei einer ausgeprägten Trockenzeit von Mai bis September mit Monatsniederschlägen unter 10 mm, und einer kurzen Feuchtezeit von Dezember bis Februar mit 90–120 mm Monatsniederschlag.

## Verkehrsnetz
Sacaba liegt in einer Entfernung von 16 Straßenkilometern östlich der Stadt Cochabamba.
Durch Sacaba verläuft die Nationalstraße Ruta 4, die mit einer Länge von 1657 Kilometern das gesamte Land in West-Ost-Richtung durchquert. Die Straße beginnt im Westen bei Tambo Quemado an der chilenischen Grenze und erreicht nach 392 Kilometern Sacaba. Die Straße führt dann weiter in östlicher Richtung über Santa Cruz nach Puerto Suárez im brasilianischen Grenzgebiet.

## Bevölkerung
Die Einwohnerzahl der Stadt ist vor allem in den 1980er und 1990er Jahren explodiert und hat die Stadt binnen weniger Jahrzehnte zur Großstadt wachsen lassen:
| Jahr | Einwohner | Quelle       |
| ---- | --------- | ------------ |
| 1976 | 5 554     | Volkszählung |
| 1992 | 36 905    | Volkszählung |
| 2001 | 92 581    | Volkszählung |
| 2012 | 149 563   | Volkszählung |
| 2024 |           | Volkszählung |

Trotz des hohen Grades an Verstädterung hat ein großer Teil der Bevölkerung seine Quechua-Identität bewahrt, im Municipio Sacaba sprechen 65,2 Prozent der Bevölkerung Quechua.

## Wirtschaft
Die meisten Bewohner von Sacaba arbeiten in der Stadt Cochabamba. Zur örtlich ansässigen Industrie gehören Lebensmittel- und Schuhproduktion u. a. Zahlreiche traditionelle kleine Herstellungsbetriebe und der volle Fest-Kalender haben Sacaba bekannt gemacht als die Stadt, "in der das Maisbier (Chicha) nie ausgeht". Außerdem befindet sich in Sacaba der einzige legale Koka-Großmarkt für die umfangreiche Produktion aus der Provinz Chapare.

## Politik
Sacaba war Schauplatz heftiger Ausschreitungen gegen die Vernichtung des Koka-Anbaus im Jahr 2002, als deren Folge Evo Morales, Führer der Cocalero-Bewegung, Parteivorsitzender der MAS und seit 2006 Staatspräsident des Landes Bolivien, seinen Sitz im bolivianischen Kongress abgeben musste. Die damalige Schließung des Koka-Marktes in Sacaba und die anschließenden Straßenproteste führten zu mehreren Todesfällen auf beiden Seiten.

## Persönlichkeiten
- Andrónico Rodríguez (* 1988), Politiker